# Renealmia choroniensis
Renealmia choroniensis är en enhjärtbladig växtart som beskrevs av Paulus Johannes Maria Maas. Renealmia choroniensis ingår i släktet Renealmia och familjen Zingiberaceae. Inga underarter finns listade i Catalogue of Life.